# Michael Rossmann
Pour les articles homonymes, voir Rossmann.
Michael George Rossmann (né le 30 juillet 1930 à Francfort-sur-le-Main et mort le 14 mai 2019 à West Lafayette) est un physicien, microbiologiste et professeur germano-américain.
Il enseigne à l'université Purdue à partir de 1964. Il est surtout connu pour avoir dirigé une équipe de chercheurs ayant déterminé, à l'échelle atomique, la structure protéique du virus du rhume humain. On a également donné son nom au pli Rossmann et à un superordinateur (en).

## Biographie

### Jeunesse et formation
Né à Francfort, en Allemagne, Michael Rossmann étudie la physique et les mathématiques à l'université de Londres, où il obtient un baccalauréat et une maîtrise. En 1953, il déménage à Glasgow, où il enseigne la physique. En 1956, attiré par cette discipline par, notamment, Kathleen Lonsdale , il obtient un Ph. D. en cristallographie chimique de l'université de Glasgow sous la direction de J. Monteath Robertson. Sa thèse s'intitule A Study of Some Organic Crystal Structures. La même année, il déménage avec sa famille à l'université du Minnesota, où il fait un post-doctorat sous la supervision de William N. Lipscomb, Jr.,. Il y développera notamment des programmes informatiques pour l'analyse de structures,.

### Carrière
En 1958, Michael Rossmann retourne au Royaume-Uni, où il travaille comme chercheur associé avec Max Perutz sur la structure de l'hémoglobine au Laboratory of Molecular Biology de l'université de Cambridge.
En 1964, il devient assistant professeur à la faculté du département des sciences biologiques de l'université Purdue. Il y dirige le laboratoire de cristallographie aux rayons X. En 1967, il devient professeur, puis dirige la chair Hanley Distinguished Professor of Biological Sciences à partir de 1978. Il est également lié au département de biochimie à l'université Cornell ainsi qu'à l'école de médecine de l'université de l'Indiana.
En 1973, il publie une description du pli Rossmann, un type de repliement des structures secondaires de protéine .
En 1985, avec son équipe de recherche et à l'aide de la cristallographie aux rayons X, il publie un recensement à l'échelle atomique du virus du rhume dans la revue Nature. La nouvelle, mise en lumière par la National Science Foundation (qui subventionne en partie les recherches de Rossmann), fait l'objet d'articles dans la presse mondiale.